# Stephen Kinnock
Stephen Kinnock, né le 1er janvier 1970 à Tredegar (pays de Galles), est un homme politique britannique, membre du Parti travailliste. Il est, depuis les élections générales de 2015, député à la Chambre des communes pour la circonscription d'Aberavon.

## Biographie
Né de parents travaillistes gallois (son père est Neil Kinnock, ancien leader du parti travailliste et sa mère Glenys Kinnock), Stephen Kinnock étudie les lettres modernes au Queens' College de Cambridge, et obtient une maîtrise au Collège d'Europe.
Stephen Kinnock est marié depuis 1996 à Helle Thorning-Schmidt, Premier ministre du Danemark entre 2011 et 2015. Le couple a deux filles, nommées Johanna et Camilla. Il passe la semaine au Royaume-Uni, et revient voir son épouse et ses enfants au Danemark le week-end.
Il a été accusé d'évasion fiscale par un tabloïd danois, avant que les soupçons ne soient levés par son épouse.